# ユルゲン・クリンスマン
ユルゲン・クリンスマン（Jürgen Klinsmann, 1964年7月30日 - ）は、西ドイツ・バーデン＝ヴュルテンベルク州ゲッピンゲン出身の元サッカー選手、現サッカー監督。ポジションはセンターフォワード。バロンドールの投票では1988年と1989年に8位、1990年に6位、1994年に6位、1995年にはジョージ・ウェアに次いで第2位にランク、1996年は5位に入っている。
2011年から2016年までアメリカ合衆国代表監督を務めた。2006年に開催されたFIFAワールドカップドイツ大会ではドイツ代表監督を務めた。ライフキネティックを取り入れたことでも知られる
。2023年から2024年まで韓国代表の監督を務めた。

## クラブ経歴

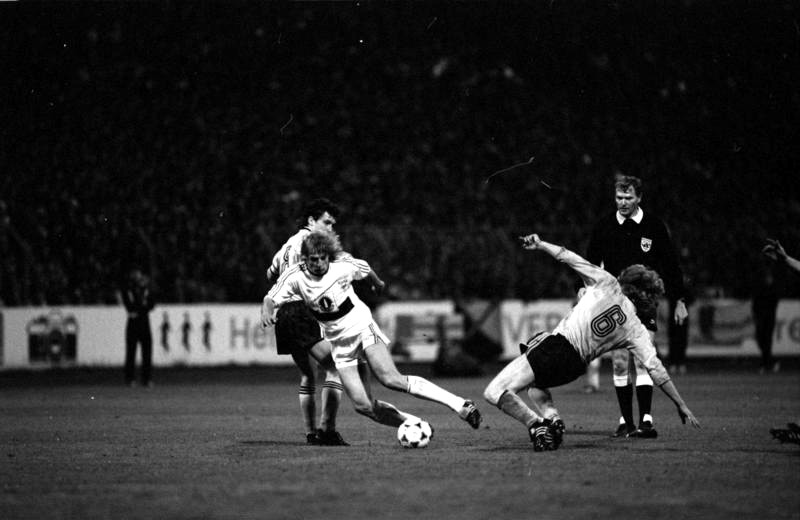
VfBシュトゥットガルト時代のクリンスマン。写真はUEFAカップ1988-89準決勝、1.FCディナモ・ドレスデン戦。

1978年に西ドイツのクラブチーム・SVシュトゥットガルター・キッカーズに入団してキャリアをスタート。1984年にVfBシュトゥットガルトへ移籍し、1987-88シーズンには得点王を獲得。
1989年にはセリエA・インテル・ミラノへ移籍し、3シーズンプレーした。1989年8月23日、コッパ・イタリアのスペツィア戦で移籍後初ゴール、9月13日ボローニャ戦でセリエA初ゴールを決め、11月5日のエラス・ヴェローナ戦でセリエA移籍後初のハットトリックを達成した。初年度は13ゴール、1990-91シーズンには開幕のカリアリ戦でハットトリックを達成するなど、二年目は14ゴールを記録、UEFAカップの優勝にも貢献したが、1991-92シーズンはミラノダービーではゴールを決めたが、リーグ戦では7得点、チームは8位に終わった。インテルでは通算123試合40ゴールの成績を残した。
1992-93シーズンからプレーしたASモナコでは、20節のAJオセール戦で4得点を挙げるなど、リーグ戦で20ゴールを記録、1993-94シーズンにはチャンピオンズリーグで準決勝まで進出するなどの活躍を見せた。
1994-95シーズン前にはジェノアも獲得に乗り出していたが、トッテナムに移籍、8月20日のシェフィールド・ウェンズディ戦で移籍後初ゴール、リーグ戦21ゴールを挙げ、FWA年間最優秀選手賞にも選ばれたがが、この年限りで母国へ帰還。
1995年に母国バイエルン・ミュンヘンに移籍して2シーズンを過ごした。1995-96シーズンのリーグ戦ではチームトップの16ゴールを記録し、UEFAカップでは、SLベンフィカ戦の第1戦でハットトリックを達成、FCジロンダン・ボルドーとの決勝第2戦でも得点を挙げるなど、12試合で15ゴールを決めて優勝に大きく貢献。1995年度バロンドールの投票では第2位となった。
1996-97シーズンは、2月15日のザンクトパウリ戦でブンデスリーガ100ゴールを達成。チームトップの15ゴールを記録し、自身初のリーグ優勝を果たした。
1997-98シーズン、パルマ・カルチョ1913、エヴァートンFC、トッテナムがオファーを出していたが、移籍したロベルト・マンチーニに代わる経験豊富な選手を求めていた、UCサンプドリアへの移籍を選択した。11月までの5試合は無得点、6試合のボローニャ戦で初得点を決めた。シーズン途中にセサル・ルイス・メノッティ監督が解任され、ボシュコフが新監督に就任したが、ボシュコフには冷遇されるなど、折り合いが悪く、シーズン前半のみで退団。シーズン途中トッテナムに復帰、5月2日ウインブルドン戦で4ゴールを、シーズン最終戦また自身のプロクラブでのラストゲームとなったサウサンプトン戦でゴールを決めるなど、15試合9得点を記録。同シーズン限りでプロとしての現役を引退。2003年からはアメリカのアマチュアクラブのオレンジカントリー・ブルースターズでプレーし現役を引退した。

## 代表経歴
1987年12月12日のブラジル戦で代表デビュー、ロイターのゴールをアシストした。1988年4月27日のスイス戦で代表初ゴールを決めた。
1988年ソウルオリンピックでは銅メダル獲得に貢献し、同年の欧州選手権にも出場、デンマーク戦で得点を挙げた。
1990年、ワールドカップ・イタリア大会ではグループリーグで2ゴール、ラウンド16のオランダ戦で1ゴール、準々決勝のチェコスロバキア戦ではPKを奪取するなど、優勝に貢献した。
1992年のUEFA EURO '92では、グループリーグのオランダ戦で1得点を挙げたが、決勝のデンマーク戦でも得点は無く、1得点を挙げたのみに終わった。
1994年、ワールドカップ・アメリカ大会ではグループリーグの、ボリビア戦、スペイン戦、韓国と3試合でいずれもゴールを挙げ、ラウンド16のベルギー戦でも1ゴールと4ゴールを挙げた。
1996年、UEFA欧州選手権1996では4試合で3ゴールを挙げて優勝に貢献した。
1998年、ワールドカップ・フランス大会でも合計3ゴールを決めている、ラウンド16でのメキシコ戦でのゴールが代表での最後のゴールとなった。通算成績は108試合47得点。

## 指導者として
代表引退後はコーチライセンスを取得して、2004年にルディ・フェラー辞任を受けてドイツ代表監督に就任した。監督就任後若手選手の積極的な起用やそれまでマンツーマンがベースだったドイツ代表に4-4-2のゾーンを持ち込んだものの、なかなか結果を出せず、親善試合でも苦戦が続いた。このため、後述するように母国を留守にしていることも相まってドイツ国民から批判を受けることが多かったが、地元開催のFIFAワールドカップ・ドイツ大会で下馬評を覆す試合内容、成績を収めたため評価は好転。3位決定戦ではポルトガルを3-1で破って3位に導いた。大会終了後監督を辞任すると発表、退任後はドイツの有料テレビで解説者を務めていた。
2008年1月、2007-08シーズン終了後にオットマー・ヒッツフェルトの後任としてバイエルン・ミュンヘンの監督に就任することを発表。チームの大胆な改革を進めてきたが、2009年4月27日、リーグ戦の成績不振やチャンピオンズリーグの惨敗を理由にバイエルン・ミュンヘンの監督を解任された。
2011年7月29日、アメリカ代表監督に就任した。ドイツ代表、バイエルン同様、アメリカ代表でも大胆な改革を進め、ボブ・ブラッドリー政権で主将を務めたカルロス・ボカネグラや同政権のエースだったランドン・ドノバン（2013年7月に復帰）といった重鎮に見切りをつけ、クリント・デンプシー、ジョジー・アルティドール、ティム・ハワードといった同政権の主力をベースにしつつも、ファビアン・ジョンソンやアロン・ヨーハンソンなど、欧州のクラブシーンで活躍する二重国籍者を勧誘して、次々とアメリカ代表デビューさせた。ジャーメイン・ジョーンズやクリス・ウォンドロウスキなどクリンスマン就任前の二重国籍者も加え、陣容も戦術も大きく変化させた。2013年のCONCACAFゴールドカップでは優勝に導き、2014 FIFAワールドカップの出場にも導いた。
2014 FIFAワールドカップでは、これまで3大会連続出場したランドン・ドノバンを最終メンバーから外した。1次リーグで母国ドイツ代表と対戦し0-1で敗れたものの、グループ2位を確保し決勝トーナメント進出を果たした（1回戦でベルギー代表に延長負け）。
2016年11月、2018 FIFAワールドカップ・北中米カリブ海5次予選のメキシコ代表戦、コスタリカ代表戦で連敗した事がきっかけとなり、2016年11月21日、アメリカ代表監督を解任された。
2019年11月27日、ヘルタ・ベルリンの監督に就任したことが発表された。しかし、就任後もチームの流れを変えることが出来ず、首脳陣との方向性の違いなども発覚し、2020年2月11日に辞任に追い込まれた。
2023年2月27日、韓国代表の監督に就任したことが発表された。
2024年2月16日、アジア杯準決勝敗退などの成績を受け、韓国代表の監督を解任された。在任中は9勝5分3敗という成績だった
。

## エピソード

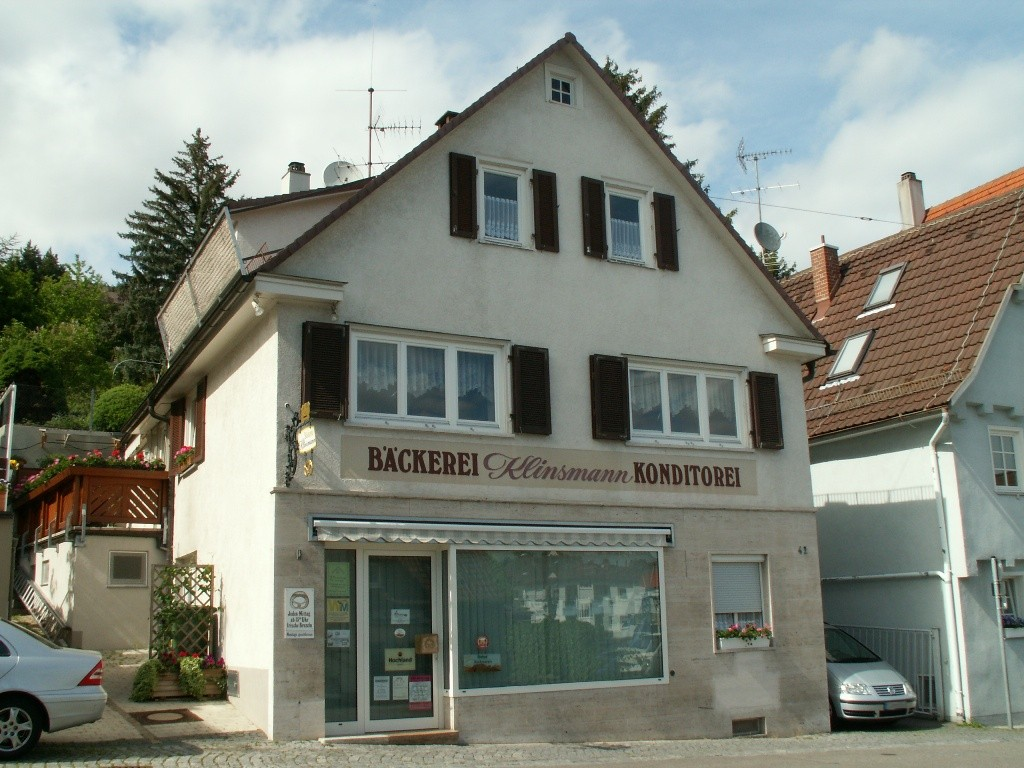
クリンスマン・ベーカリー（実家のパン屋）

- パン職人の息子であり、クリンスマンもパン職人の資格を取得している（現在、父は他界し母と兄が後を継いで経営している）。
- VfBシュトゥットガルト時代のチームメイトであり、後に浦和レッズの監督を務めたギド・ブッフバルトとは親友であり、クリンスマンに日本代表監督就任の報道が出た際にはブッフバルトがアシスタントコーチに就任するのではないかと言われた[24]。一方で、ローター・マテウスとは犬猿の仲であることで知られている[25]。
- 前述の2014 FIFAワールドカップでドノバンを最終メンバーから外した際に、息子でU-18アメリカ代表GKのジョナサン・クリンスマンがドノバンを嘲笑するような発言を自身のTwitterでツイートし非難を浴びた[26]。しかし、ジョナサンはドノバンには一切謝罪せず、Twitterのアカウントを削除しただけにとどまり、その後は一連の件については言及しなかった為に、ユルゲンがドノバンに直接謝罪する羽目になった。
- 「どの監督にも好みの選手とそうでない選手がいる」とクリンスマンは語っており、選手の好みがはっきりしている監督だと評される[27]。

- 2016年11月4日、ドイツ代表の名誉キャプテンに選出された。選出は男性で5人目、男女合わせて7人目となった[28]。

## 代表歴

### 出場大会
- 西ドイツ/ドイツ代表
  - 1990 FIFAワールドカップ
  - 1994 FIFAワールドカップ
  - 1998 FIFAワールドカップ

### 試合数
- 国際Aマッチ 108試合 47得点（1987年-1998年）[29]

| ドイツ代表 | 国際Aマッチ | 国際Aマッチ |
| 年         | 出場        | 得点        |
| ---------- | ----------- | ----------- |
| 1987       | 2           | 0           |
| 1988       | 8           | 2           |
| 1989       | 4           | 1           |
| 1990       | 15          | 6           |
| 1991       | 4           | 0           |
| 1992       | 13          | 2           |
| 1993       | 10          | 6           |
| 1994       | 14          | 11          |
| 1995       | 9           | 6           |
| 1996       | 14          | 7           |
| 1997       | 7           | 2           |
| 1998       | 8           | 4           |
| 通算       | 108         | 47          |

## 監督成績
| クラブ                 | 就任           | 退任           | 記録 | 記録 | 記録 | 記録 | 記録 | 記録 | 記録 | 記録   |
| クラブ                 | 就任           | 退任           | 試   | 勝   | 分   | 敗   | 得   | 失   | 差   | 勝率   |
| ---------------------- | -------------- | -------------- | ---- | ---- | ---- | ---- | ---- | ---- | ---- | ------ |
| ドイツ代表             | 2004年7月26日  | 2006年7月11日  | 34   | 20   | 8    | 6    | 81   | 41   | +40  | 058.82 |
| バイエルン・ミュンヘン | 2008年7月1日   | 2009年4月27日  | 44   | 25   | 9    | 10   | 96   | 50   | +46  | 056.82 |
| アメリカ代表           | 2011年7月29日  | 2016年11月21日 | 98   | 55   | 16   | 27   | 178  | 109  | +69  | 056.12 |
| ヘルタ・ベルリン       | 2019年11月27日 | 2020年2月11日  | 10   | 3    | 3    | 4    | 10   | 15   | −5   | 030.00 |
| 韓国代表               | 2023年2月27日  |                | 5    | 0    | 3    | 2    | 4    | 6    | −2   | 000.00 |
| 合計                   | 合計           | 合計           | 186  | 103  | 36   | 47   | 369  | 221  | +148 | 055.38 |

## 獲得タイトル

### クラブ
- UEFAカップ優勝 2回（1990-91、1995-96）
- ドイツ・ブンデスリーガ優勝 （1996-1997）
- ブンデスリーガ得点王 （1987-88）

### 代表
- ワールドカップ・イタリア大会優勝（1990年）
- 欧州選手権優勝 （1996年）
- ソウルオリンピック銅メダル（1988年）

### 個人タイトル
- ドイツ年間最優秀選手 2回（1988年、1994年）
- FWA年間最優秀選手賞 （1995年）
- 20世紀の偉大なサッカー選手100人　33位（ワールドサッカー誌選出　1999年）

### 監督

#### ドイツ代表
- FIFAコンフェデレーションズカップ 3位 （2005年）
- ワールドカップ・ドイツ大会 3位 （2006年）

#### アメリカ代表
- CONCACAFゴールドカップ 優勝 （2013年）